# Tommaso Melodia
Tommaso Melodia (Altamura, 31 ottobre 1802 – Altamura, 3 dicembre 1888) è stato un politico italiano.

## Biografia
Colonnello della Guardia Nazionale di Altamura e di Corato e presidente della Banca mutua popolare cooperativa di Altamura. 
Fu sindaco di Altamura dal 1867 al 1869 e senatore del Regno d'Italia. 
Padre di Nicola Melodia, anche lui senatore e deputato del Regno.